# Antonio Cavanilles y Centi
Antonio Cavanilles y Centi (La Corunya, 31 de gener de 1805 - Madrid, 2 de gener de 1864) fou un historiador i jurista espanyol, acadèmic de la Reial Acadèmia de la Història.

## Biografia
Era fill de José Cavanilles Mas, reconegut membre del Consell de Castella i Oïdor de l'Audiència de la Corunya, i fou padrí seu el botànic Antoni Josep Cavanilles i Palop. El 1814 es traslladà a Madrid amb la seva família. El 1825 es llicencià en jurisprudència a la Universitat d'Alcalá de Henares, on fou deixeble del poeta Alberto Lista i des de 1832 fou nomenat advocat interí de la Cort.
Es va dedicar a catalogar les monedes i documentació aplegada pel seu padrí i la va donar a la Reial Acadèmia de la Història, qui el 5 de març de 1847 el va nomenar un dels primers acadèmics i president de la Comissió d'Antiguïtats. El 26 de novembre de 1857 fou escollit acadèmic de la Reial Acadèmia de Ciències Morals i Polítiques. Va aplegar una col·lecció de mapes antics i material cartogràfic que fou donat en 1893 per la seva filla a la Reial Acadèmia de la Història.

## Obres
- Dos noticias históricas del inmortal botánico y sacerdote hispano-valentino don Antonio José Cavanilles
- Memoria sobre el Fuero de Madrid del año 1202